# Arthur Marvin
Arthur Marvin (Warners, Nova York, maig 1859 − Los Angeles, Califòrnia, 18 de gener 1911), va ser un cineasta dels Estats Units que va treballar per a American Mutoscope and Biograph Company en la que el seu germà Harry Marvin va ser un dels quatre fundadors (els altres van ser Herman Casler, William Kennedy Laurie Dickson i Elias Koopman).
Va ser un operador de càmera contractat per Biograph, que va rodar 418 pel·lícules entre 1897 i 1911, especialment vodevils. Després va ser conegut per treballar com operador de càmera per a les primeres pel·lícules mudes de D. W. Griffith.
Va dirigir el curtmetratge Sherlock Holmes Baffled, que va ser la primera pel·lícula coneguda on es mostra el personatge característic de Sherlock Holmes, creació d'Arthur Conan Doyle.
El seu nebot Daniel Marvin, fill de Harry, va morir a l'enfonsament del RMS Titanic el 1912.